# Carl Edvard Johansson

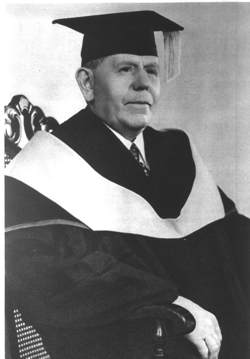
CE Johansson 1932 beim Erhalt des Ehrendoktors der Wissenschaft am Gustavus Adolphus College, Minnesota, Vereinigte Staaten

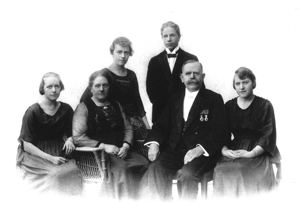
Carl Edvard, seine Ehefrau Margareta und ihre vier Kinder, von links; Elsa, Signe, Edvard und Gertrud. Photo um 1930

Carl Edvard Johansson (* 1864; † 1943) war ein schwedischer Maschinenbauingenieur und Erfinder, Unternehmer. Johansson gilt als Erfinder des Endmaß.

## Leben
1888 arbeitete Johansson als Waffeninspekteur beim Staatlichen Arsenal und interessierte sich für die Werkzeuge, die bei der Vermessung von Waffen benutzt wurden. Er kam zu der Überzeugung, dass eine gut durchdachte Serie von Blöcken für den allgemeinen Gebrauch hergestellt werden können. 1901 wurde Johansson sein erstes schwedisches Patent erteilt für "Gauge Block Sets für die Precision Measurements".
1906 hatten seine Messgeräte eine Genauigkeit von 1/1000 mm und 1908 erreichten sie 1/10000 mm.
Am 16. März 1917 gründete Johansson seine Firma CE Johansson AB (CEJ AB) in Eskilstuna. Den ersten Satz seiner Messblöcke verkaufte er ca. 1908 an Henry Martyn Leland von der Cadillac Automobile Company. 
In Amerika wurde die erste Fabrik für seine Messgeräte 1919 in Poughkeepsie, N. Y. errichtet. 1923 befand sich die Firma vor dem Bankrott. Johansson wandte sich an Henry Ford, der ihm sein neues Ingenieur-Labor in Dearborn, Michigan, zum Arbeiten anbot. Über die Jahre verkaufte die Ford Motor Company eine große Anzahl "Jo-blocks" und erreichte den Höhepunkt während des Zweiten Weltkriegs. 
Johannson blieb 12 Jahre bis 1936 in Amerika, bevor er sich wieder nach Schweden zurückzog, wo er 1943 in Eskilstuna verstarb.
Johansson war seit 1896 mit Margareta Andersson verheiratet und hatte vier Kinder.

## Preise und Auszeichnungen (Auswahl)
- Goldmedaille der Königlich Schwedischen Akademie der Ingenieurwissenschaften

Johannson ermöglichte mit seiner Erfindung den Firmen, in der ganzen Welt nach einheitlichen Maßen zu produzieren.